# Jírov
Jírov (německy Jurau) je zaniklá vesnice ve vojenském újezdu Hradiště v okrese Karlovy Vary. Stála v Doupovských horách asi deset kilometrů severovýchodně od Bochova v nadmořské výšce okolo 840 metrů.

## Název
Je možné, že původní jméno vesnice znělo Výrava. Potom by bylo pravděpodobně odvozeno ze slovesa výrati (hledět jako výr, lelkovat, zevlovat). V historických pramenech se objevuje ve tvarech: de Wirow (1288), de Wira (1289), z Wýrowa (1452), Gurrau (1563), Jurau (1576), Jorrau (1588), Jurrau (1589), Gurau (1631), Jurow (1654), Jurau (1785 a 1847), Jurava (1848) a Jírov (1923).

## Historie
První písemná zmínka o Jírově je z roku 1288, kdy vesnice patřila Odolenu z Chyš a Jindřichovi z Výrova. O rok později byla vesnice rozdělena na více částí, jejichž majiteli byli Přibyslav z Očihova, Jindřich a Bohuslav z Výrova a Beneš z Doupova. Od konce patnáctého století Jírov patřil k doupovskému panství.
Po třicetileté válce ve vsi podle berní ruly z roku 1654 žili tři sedláci a sedm chalupníků, kteří ze živili především chovem dobytka a výrobou příze. Johann Gottfried Sommer ve svém díle z roku 1847 v Jírově zaznamenal 150 obyvatel žijících ve 25 domech, hospodu a poplužní dvůr Neuhof (též Ödhof). Chov dobytka a práce v lese byly hlavním způsobem obživy i v devatenáctém století. Adresář z roku 1914 ve vsi uvádí dva hostince, obchod s potravinami, trafiku a kovárnu. Pošta, sídlo farnosti a železniční stanice byly v Doupově. Vyučování ve vsi nepravidelně probíhalo od roku 1829, ale vlastní školní budovu nechala obec postavit až v roce 1861.
Po druhé světové válce došlo k nucenému vysídlení Němců, a počet obyvatel poklesl ze 139 v roce 1945 na sedm v roce 1947. Vesnice zanikla vysídlením v důsledku zřízení vojenského újezdu během druhé etapy rušení sídel. Úředně byla zrušena k 31. srpnu 1953.

## Přírodní poměry
Jírov byl nejvýše položenou vesnicí v Doupovských horách. Míval půdorys okrouhlice a jeho původní katastrální území měřilo 675 hektarů, z čehož asi polovinu tvořil les a čtvrtinu louky nebo pastviny. Chladné podnebí neumožňovalo pěstování obilí ani ovocných stromů. Množství sněhu v zimě někdy zcela zablokovalo cesty do okolních sídel. Zásobování vodou zajišťovaly studny, pouze jeden statek měl vlastní vodovod. Dvojice obecních studen však mívala vodu, i když soukromé studny vyschly.
Jírov stával v katastrálním území Radošov u Těšetic v okrese Karlovy Vary, asi deset kilometrů severovýchodně od Bochova. Nacházel se v nadmořské výšce okolo 840 metrů na úbočí vrchu Hradiště (934 metrů). Oblast leží v centrální části Doupovských hor, konkrétně v jejich okrsku Hradišťská hornatina. Z rybníčku v místech zaniklé vesnice vytéká jedna ze zdrojnic potoka Velká Trasovka. Půdní pokryv tvoří kambizem eutrofní.
V rámci Quittovy klasifikace podnebí Jírov stál v chladné oblasti CH7, pro kterou jsou typické průměrné teploty −3 až −4 °C v lednu a 15–16 °C v červenci. Roční úhrn srážek dosahuje 850–1000 milimetrů, sníh zde leží 100–120 dní v roce. Mrazových dnů bývá 140–160, zatímco letních dnů jen 10–30. Protější strana údolí už patří k teplejší mírně teplé oblasti MT3.

## Obyvatelstvo
Při sčítání lidu v roce 1921 zde žilo 183 obyvatel (z toho 85 mužů) německé národnosti a římskokatolického vyznání. Podle sčítání lidu z roku 1930 měla vesnice 192 obyvatel se stejnou národnostní a náboženskou strukturou.
|           | 1869 | 1880 | 1890 | 1900 | 1910 | 1921 | 1930 | 1950 |
| --------- | ---- | ---- | ---- | ---- | ---- | ---- | ---- | ---- |
| Obyvatelé | 155  | 195  | 196  | 198  | 188  | 183  | 192  | 7    |
| Domy      | 25   | 32   | 32   | 33   | 33   | 33   | 33   | 24   |

## Obecní správa
Po zrušení patrimoniální správy se Jírov stal roku 1850 obcí. Při sčítáních lidu v letech 1869–1880 byl osadou obce Řednice, ale poté se znovu osamostatnil.

## Pamětihodnosti
Jižně od vrcholu Pustého zámku stávala nedaleko od vesnice jírovská tvrz doložená ve čtrnáctém století. V samotné vesnici stávala dřevěná kaple se zvonicí a pomník padlým v první světové válce z roku 1929.